# Betshabé Salmón Fariñas
Betshabé Salmón Fariñas (La Paz, 26 de octubre de 1899 - Quito, 1989) fue una periodista y escritora boliviana del siglo XX. Fue precursora de la participación de la mujer en ámbitos públicos y profesionales.

## Biografía

### Formación
Bethsabé Salmón nació en La Paz el 26 de octubre de 1899 dentro de una familia de 4 hermanos. Pese a limitaciones económicas, su madre Florencia Salmón insiste en ofrecer a Betshabé una educación, quien logra graduarse como bachiller del Liceo de Señoritas, hoy Liceo Venezuela, en 1918. 
El Liceo era el primer colegio de bachillerato para mujeres en Bolivia, una institución fundada por el presidente Ismael Montes y dirigida por María Elena Schimdt, una maestra alemana a quien años después Betshabé dedica una nota en Feminiflor, la revista que crea. Entre las profesoras del Liceo estaban maestras extranjeras y algunos nombres notables como Díaz Romero y Ricardo Jaimes Freyre, quien enseñaba literatura. Betshabé se gradúa en la tercera o cuarta promoción del Liceo junto a otras 4 mujeres.  

### El llamado de la escritura
Motivada por su madre, Betshabé aspira a acceder a la universidad y convertirse en abogada. Sin embargo, su talento por la composición y declamación la conducen rápidamente hacia el periodismo. Ya en el Liceo, declamaba en todos los actos públicos y solía ayudar a otras compañeras en tareas de escritura. Más adelante publicó artículos en el periódico "ABC" del colegio Ayacucho a pedido de su director Carlos Salinas Aramayo quien conocía su talento, y también publicó en el diario "El Hombre Libre" que dirigía Franz Tamayo.
En 1918, Betshabé y su madre viajaron a Oruro invitadas por un tío a pasar las vacaciones. Durante este viaje, Betshabé conoce a Serafín Ferrufino, quien espontáneamente le ofreció un trabajo de secretaria en la Casa Arauco Prado, que sería el primer cargo de oficina ocupado por una mujer en la ciudad. Halagada por la oferta, ella acepta y se queda a vivir en Oruro.
Su carácter expresivo la acercó rápidamente a otras mujeres afines al arte y la escritura. Una de ellas era Laura de La Rosa Tórres, quien trabajaba en la óptica de sus padres frente a la oficina de Betshabé en la plaza principal de Oruro. Ambas gustaban de leer libros y mantener conversaciones estimulantes en sus domingos, así que en 1919 crean el Centro Artístico e Intelectual de Señoritas, un espacio para acomodar a otras mujeres similares y que en sus mejores momentos tenía entre 40 y 50 miembros.

Durante estos domingos, Betshabé, Laura y otras miembros del Centro sintieron la necesidad de contar con un vehículo para publicar sus ideas y creaciones. Con este fin el 26 de mayo de 1921 publicaron el primer número de Feminiflor, la primera revista hecha completamente por mujeres en Bolivia. En los siguientes dos años, se publicarían 25 números de esta revista hasta noviembre de 1923. En sus páginas se leen docenas de notas literarias y artículos críticos sobre temas como la educación y el rol de la mujer en la sociedad boliviana. Formalmente Besthabé ocupaba el rol de Jefa de redacción y su presencia era una guía e inspiración para otras escritoras del Centro, a juzgar por las tantas notas literarias dedicadas a ella y comentarios como los de Laura de La Rossa.
Becha fue para nosotros como un puntal que asumía las ideas que debíamos afrontar ante cualquier peligro, estando nosotras dentro del camino correcto.
Tras dos años de publicación, las escritoras del centro tomaron rumbos divergentes. Sin embargo, Betshabé continuó escribiendo en otras publicaciones. A veces utilizaba el seudónimo "Princesita Azul" en el periódico La Patria de Oruro, como una sátira al personaje del príncipe azul en cuentos para niñas.

### Vida luego de las letras
Hasta 1927, Betshabé enseñó danza y declamación además de la escritura. Estudió en la Escuela de Bellas Artes de Oruro, de la cual también es fundadora. 
En 1927 y luego de 7 años de noviazgo, contrajo matrimonio con Luis Humberto Beltrán, en ese momento Secretario General de la Universidad de Oruro. Desde entonces concentró su atención a su hogar. En los próximos años daría a luz a dos niños, Luis Ramiro y Oscar Marcel, además criaría a Norka Alcira, una sobrina, y sufriría la pérdida de su esposo a causa de la Guerra del Chaco en 1933. Hasta 1940 trabajó como cajera en una importadora.
Luis Humberto Beltrán pidió, en una carta, ser enterrado junto a su madre en Oruro. En 1940 Betshabé realizó una enorme gestión para traer sus restos de Paraguay. Tras confirmar el apoyo del Arzobispo de Asunción y hablar con el presidente Enrique Peñaranda, se traslada a Paraguay acompañada del Teniente Lucas Soto, quien contaba con un plano de dónde se encontraban los restos de su marido. Luego de 4 meses, gracias al apoyo del ejército paraguayo, logra el traslado de los restos a Oruro.
Sin embargo, la muerte se aproxima de nuevo a Betshabé. En 1942 fallece Norka Alcira y en 1945 su hijo Oscar Marcel, tras caer de un tren en movimiento. Golpeada por estas pérdidas, dedica el resto de su vida a acompañar y apoyar a su hijo Luis Ramiro Beltrán. En 1955 Luis acepta un cargo como periodista para la OEA en Costa Rica y Betshabé viaja con él. Pasaría el resto de su vida siguiendo las diversas estaciones en el ascenso profesional de su hijo que la llevarían a México, Estados Unidos y Colombia entre otros países. En este periodo adoptaría una nueva fascinación por la artesanía, en particular arreglos florales y cerámica, pero no volvería más a la escritura. Su pasado se manifiesta ocasionalmente, como en una florería que crea en Colombia y a la que llama Feminiflor.
Desde 1960 diversos periodistas e investigadores intentaron recuperar la historia de Feminiflor y sus fundadoras. En 1977 el Círculo de Mujeres Periodistas de La Paz nombra a Betshabé presidenta honoraria en un homenaje a la revista. Y en 1987, su hijo Luis Ramiro Beltrán publicó una compilación de artículos y entrevistas sobre su madre, sus compañeras y aquella revista que marcó un momento en la historia del periodismo y las letras de Oruro y Bolivia.
Betshabé Salmón falleció en 1989 en Quito, Ecuador.

## Obra
Desde la juventud se interesó por la escritura y el periodismo, siendo colaboradora del periódico La Patria, donde firmaba bajo el seudónimo de la "princesita azul" y en la revista El hombre libre, dirigida por Franz Tamayo.
Una de sus más reconocidas obras es la fundación, junto al Círculo artístico e intelectual de Señoritas de Oruro, de la revista Feminiflor en 1921, una de las primeras revistas escritas para y por mujeres en Bolivia, siguiendo ese ejemplo se publicarían posteriormente revistas como: Aspiración, Eco Femenino, Índice, Venas de Plata, Iris, Reflejos y anhelos, y otras más en diferentes ciudades de Bolivia.
En la ciudad de Oruro impulsó a sus amigas a completar el bachillerato en el colegio Simón Bolívar, que hasta entonces era exclusivamente masculino. En 1922 se abrió el primer liceo de señoritas de Oruro denominado Pantaleón Dalence, con el apoyo del director del colegio Bolívar, inicialmente fue parte de este colegio pero luego se convirtió en una entidad independiente.
En 1999 recibió un homenaje del Círculo de mujeres periodistas de Bolivia.

## Homenajes
Existen unidades educativas y calles con su nombre en las ciudades de La Paz y El Alto.